# Essuiles
Essuiles és un municipi francès, situat al departament de l'Oise i a la regió dels Alts de França. L'any 2007 tenia 533 habitants.

## Demografia

### Població
El 2007 la població de fet d'Essuiles era de 533 persones. Hi havia 184 famílies de les quals 28 eren unipersonals (12 homes vivint sols i 16 dones vivint soles), 68 parelles sense fills, 80 parelles amb fills i 8 famílies monoparentals amb fills.
La població ha evolucionat segons el següent gràfic:
Habitants censats

### Habitatges
El 2007 hi havia 210 habitatges, 187 eren l'habitatge principal de la família, 15 eren segones residències i 8 estaven desocupats. 192 eren cases i 12 eren apartaments. Dels 187 habitatges principals, 151 estaven ocupats pels seus propietaris, 26 estaven llogats i ocupats pels llogaters i 10 estaven cedits a títol gratuït; 4 tenien una cambra, 8 en tenien dues, 35 en tenien tres, 44 en tenien quatre i 96 en tenien cinc o més. 179 habitatges disposaven pel capbaix d'una plaça de pàrquing. A 69 habitatges hi havia un automòbil i a 107 n'hi havia dos o més.

### Piràmide de població
La piràmide de població per edats i sexe el 2009 era:
| Homes | Edats   | Dones |
| ----- | ------- | ----- |
| 0     | 95 o +  | 0     |
| 0     | 90 a 94 | 0     |
| 4     | 85 a 89 | 4     |
| 0     | 80 a 84 | 0     |
| 0     | 75 a 79 | 4     |
| 0     | 70 a 74 | 4     |
| 16    | 65 a 69 | 20    |
| 4     | 60 a 64 | 8     |
| 8     | 55 a 59 | 4     |
| 20    | 50 a 54 | 20    |
| 24    | 45 a 49 | 12    |
| 8     | 40 a 44 | 20    |
| 32    | 35 a 39 | 16    |
| 12    | 30 a 34 | 16    |
| 8     | 25 a 29 | 16    |
| 8     | 20 a 24 | 12    |
| 12    | 15 a 19 | 12    |
| 24    | 10 a 14 | 24    |
| 20    | 5 a 9   | 20    |
| 8     | 0 a 4   | 16    |

## Economia
El 2007 la població en edat de treballar era de 363 persones, 271 eren actives i 92 eren inactives. De les 271 persones actives 246 estaven ocupades (133 homes i 113 dones) i 25 estaven aturades (14 homes i 11 dones). De les 92 persones inactives 35 estaven jubilades, 34 estaven estudiant i 23 estaven classificades com a «altres inactius».

### Ingressos
El 2009 a Essuiles hi havia 178 unitats fiscals que integraven 504,5 persones, la mediana anual d'ingressos fiscals per persona era de 20.066 €.

### Activitats econòmiques
Dels 15 establiments que hi havia el 2007, 1 era d'una empresa extractiva, 2 d'empreses de fabricació d'altres productes industrials, 5 d'empreses de construcció, 2 d'empreses de comerç i reparació d'automòbils, 2 d'empreses de transport, 2 d'empreses de serveis i 1 d'una empresa classificada com a «altres activitats de serveis».
Dels 5 establiments de servei als particulars que hi havia el 2009, 1 era un paleta, 2 guixaires pintors, 1 electricista i 1 empresa de construcció.
L'any 2000 a Essuiles hi havia 11 explotacions agrícoles.

## Equipaments sanitaris i escolars
El 2009 hi havia 2 escoles elementals integrades dins de grups escolars amb les comunes properes formant escoles disperses.

## Poblacions més properes
El següent diagrama mostra les poblacions més properes.